# Santa Tereza (Porto Alegre)
Santa Tereza é um bairro localizado na zona sul da cidade brasileira de Porto Alegre, capital do estado  do Rio Grande do Sul. Foi criado pela Lei 2.022 de 7 de dezembro de 1959 e alterado pela Lei 12.112/16.

## Histórico[2]
Situado em uma região de relevo elevado, o Santa Tereza foi por muito tempo ocupado por chácaras e matas virgens. Neste bairro está localizado o solar da Travessa Paraíso, que serviu de charqueada durante o século XIX e que, desde 1977, está tombado como patrimônio cultural. Outro prédio histórico do bairro é o Asilo
 Padre Cacique, que está em funcionamento desde 1881.
A partir da década de 1950, o Santa Tereza começou a se desenvolver em função da instalação de empresas de comunicação no bairro, devido a sua posição geográfica.

## Características atuais
Atualmente o bairro se mantém essencialmente residencial, com um pequeno comércio local, cercado por estações de radiodifusão e televisão.
Abriga parte do chamado "Grande Cruzeiro", um conglomerado de vilas populares que concentra mais de dois mil habitantes.
Outros lugares que merecem destaque no bairro são o Centro de Preparação de Oficiais da Reserva de Porto Alegre (CPOR/PA), o 3º Batalhão de Polícia do Exército e a 3ª Inspetoria de Contabilidade e Finanças do Exército. O belvedere Deputado Ruy Ramos, instalado no ponto mais alto do Morro Santa Tereza, proporciona uma vista do lago Guaíba e do seu arquipélago.

### Pontos de referência
Áreas verdes
- Praça Doutor Antônio Leiria
- Praça Jurandir Barcellos da Silva
- Praça Montese
- Praça Olga Gutierrez

Áreas militares
- 1ª Divisão de Levantamento
- 3º Batalhão de Polícia do Exército (3º BPE)
- Quartel-general do CPOR em Porto Alegre[5][6]

Educação
- Fundação Educacional João XXIII

- Centro Universitário Ritter dos Reis (UniRitter)[7][8]
- Escola Estadual de Ensino Fundamental Prof. Afonso Guerreiro Lima
- Escola Estadual de Ensino Fundamental Santa Rita de Cássia

Outros
- Asilo Padre Cacique
- Belvedere Deputado Ruy Ramos
- Sede da RecordTV RS
- Sede da RBS TV
- Sede da TVE RS
- Sede do SBT RS
- Comunidade Sócio Educativa (CSE)
- Fundação de Atendimento Sócio-Educativo do RS (FASE)
- Solar da Travessa Paraíso[9]
- Superintendência da Companhia de Pesquisa de Recursos Minerais

## Limites atuais
Ponto inicial e final: encontro da Rua Miguel Couto com a Avenida Padre Cacique; desse ponto segue pela Avenida Padre Cacique até o encontro da Avenida Taquary com a Avenida Pinheiro Borda; desse ponto segue pelo eixo dos Arroios Ponta do Melo e Santa Tereza, até o ponto de coordenadas E: 277.170; N: 1.671.331; desse ponto segue por linha reta e imaginária até a Rua Dona Maria, ponto de coordenadas E: 277.318; N: 1.671.278; desse ponto segue por dois segmentos de linha reta e imaginária definidos por pontos de coordenadas localizados no Morro Santa Tereza, na intersecção com Rua Quatro Mil Trezentos e Sessenta e Nove, ponto de coordenadas E: 277.344; N: 1.671.259, e a Rua Quatro Mil Trezentos e Sessenta e Oito (4368), ponto de coordenadas E: 277.376; N: 1.671.175; desse ponto segue por linha reta e imaginária até o ponto de coordenadas E: 277.425; N: 1.670.973, no limite sudoeste da propriedade da Fundação de Atendimento Socioeducativo do Rio Grande do Sul (FASE); segue o limite dessa propriedade e a sua projeção até o ponto de coordenadas E: 277.455; N: 1.670.950, na Rua Jaguari, por essa até a Avenida Jacuí, por essa até a Avenida Divisa, por essa até a Rua Ursa Maior, por essa até a Rua Dona Cristina, por essa até a Rua Orfanotrófio, por essa até a Rua Sepé Tiaraju, por essa até a Rua Catumbi, por essa até a Rua Professor Clemente Pinto, por essa até a Avenida Moab Caldas, por essa até a Rua Mariano de Matos, por essa até a Avenida José de Alencar, no encontro com a Rua Corrêa Lima, por essa até a Rua Miguel Couto, por essa até a Avenida Padre Cacique, ponto inicial. 
Seus bairros vizinhos são: Menino Deus, Medianeira, Alto Teresópolis e Cristal.

## Lei dos limites de bairros- proposta 2015-2016
No fim do ano de 2015, as propostas com as emendas foram aprovadas pela câmara de vereadores de Porto Alegre. Em relação aos limites atuais, há algumas alterações. A alteração mais importante foi nos limites com o bairro Cristal ao longo da Rua Jacuí e entorno. 

## Galeria

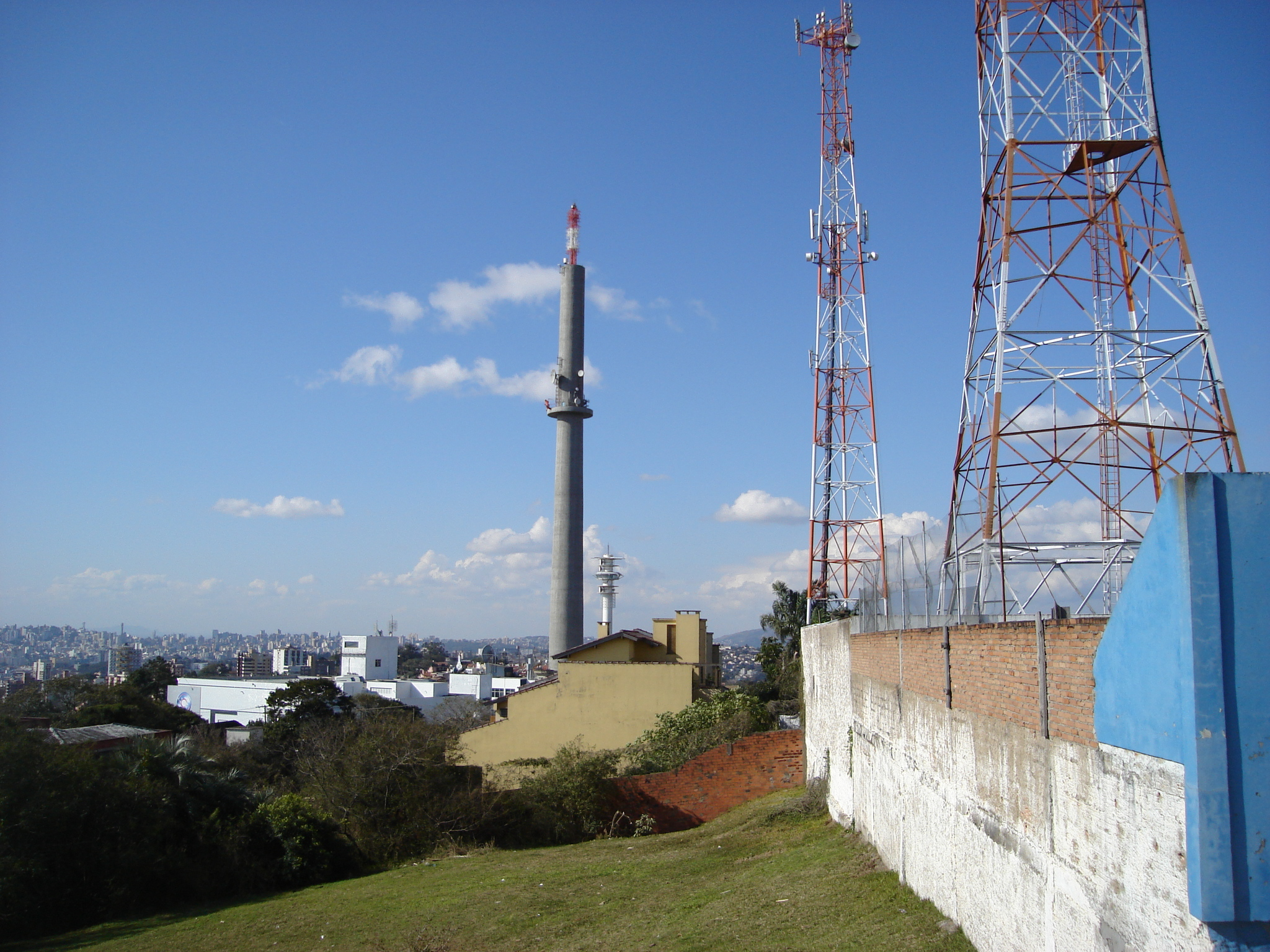
Morro Santa Teresa a partir do mirante localizado na rua Corrêa Lima
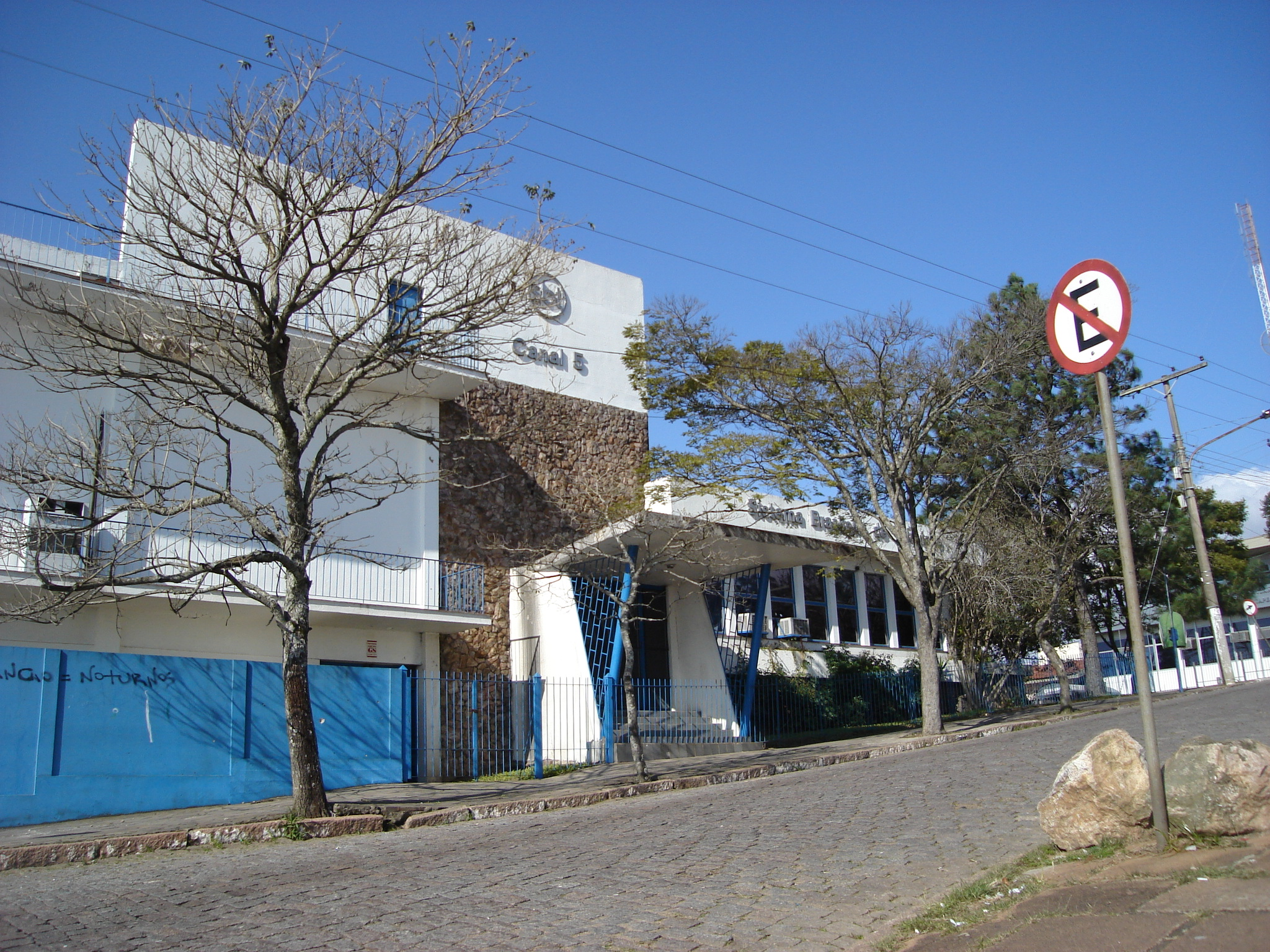
Sede da TV SBT Porto Alegre
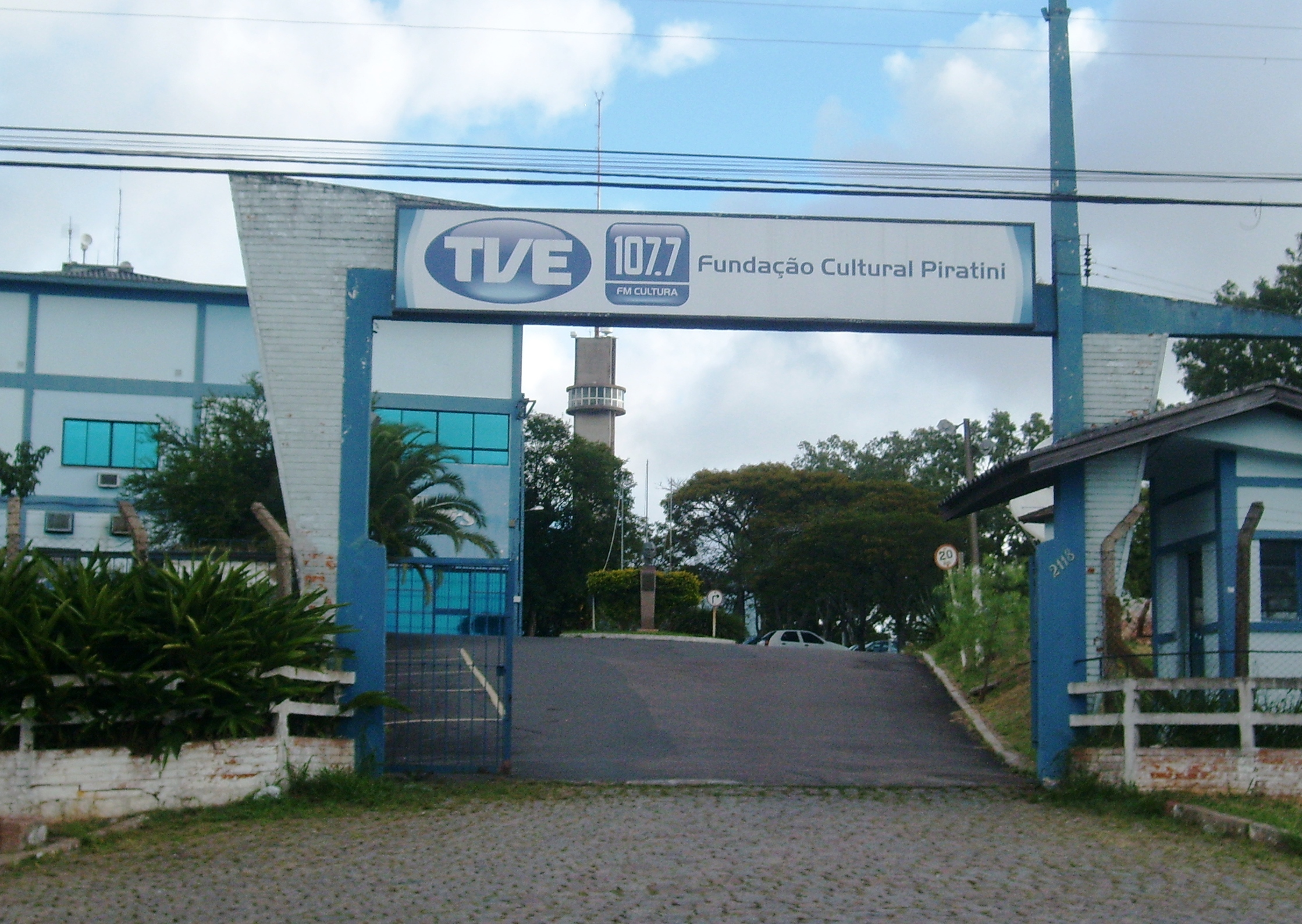
Sede da TV Educativa de Porto Alegre